# UGM-27 Polaris
Tên lửa UGM-27 Polaris là một tên lửa đạn đạo hai tầng nhiên liệu rắn phóng từ tàu ngầm. Đây là SLBM đầu tiên của Hải quân Hoa Kỳ, nó được trang bị từ năm 1961 đến năm 1996.
Vào giữa những năm 1950, Hải quân đã tham gia vào dự án tên lửa ICBM Jupiter cùng với Quân đội Hoa Kỳ, và đã thay đổi thiết kế sao cho tên lửa có thể trang bị trên tàu ngầm. Tuy nhiên, Hải quân Mỹ quan ngại về việc trang bị tên lửa nhiên liệu lỏng trên tàu ngầm, thay vào đó Hải quân Mỹ sử dụng phiên bản tên lửa dùng nhiên liệu rắn - Jupiter S. Năm 1956, trong một nghiên cứu chống ngầm được gọi là Dự án Nobska, Edward Teller cho rằng việc thu nhỏ đầu đạn vũ khí nhiệt hạch là khả thi. Chương trình phát triển một tên lửa ICBM có khả năng mang đầu đạn nhiệt hạch thu nhỏ đã bắt đầu với tên gọi Polaris, phóng thử nghiệm vào tháng 2 năm 1960, chỉ chưa đầy bốn năm sau đó.
Vì tên lửa Polaris được bắn dưới nước từ tàu ngầm, nên về cơ bản nó khó bị tổn thương trước đòn tấn công hạt nhân của kẻ thù. Do vậy Hải quân Mỹ cho rằng chúng nên được giao toàn bộ vai trò răn đe hạt nhân. Điều này dẫn đến cuộc tranh cãi giữa Hải quân và Không quân Hoa Kỳ, vốn cho rằng máy bay ném bom chiến lược và ICBM mới là lực lượng them chốt một khi xảy ra chiến tranh hạt nhân. Năm 1963, một thỏa thuận mua bán Polaris diễn ra giữa Anh và Mỹ, nhờ đó Hải quân Hoàng gia cũng có trong trang bị tên lửa Polaris, và nó trở thành vũ khí răn đe hạt nhân chủ yếu của Anh. Mặc dù Hải quân Italia cũng đã thử nghiệm Polaris nhưng họ không đưa vào trang bị loại tên lửa này.
Tên lửa Polaris dần dần được thay thế trên 31 trong số 41 tàu ngầm mang tên lửa đạn đạo ban đầu của Hải quân Hoa Kỳ bằng tên lửa SLBM Poseidon có khả năng mang MIRV bắt đầu từ năm 1972. Trong những năm 1980, các tên lửa này được thay thế trên 12 tàu ngầm bằng tên lửa Trident I. 10 chiếc SSBN lớp George Washington - và Ethan Allen vẫn còn trang bị phiên bản Polaris A-3 cho đến năm 1980 vì giếng phóng tên lửa của chúng không đủ lớn để chứa SLBM Poseidon. Khi tàu ngầm USS Ohio bắt đầu thử nghiệm trên biển vào năm 1980, những chiếc tàu ngầm này đã loại bỏ các tên lửa SLBM khỏi trang bị và tái thiết kế thành tàu ngầm tấn công để tránh vi phạm hiệp ước vũ khí chiến lược SALT II.
Sự phức tạp trong quá trình phát triển tên lửa Polaris đã dẫn đến việc phát triển các biện pháp quản lý mới, bao gồm Kỹ thuật đánh giá và rà soát chương trình (PERT) để thay thế phương pháp biểu đồ Gantt đơn giản hơn.

## Lịch sử ra đời - phát triển
Tên lửa Polaris ra đời đã thay thế cho kế hoạch phát triển tên lửa phóng từ tàu ngầm dựa trên tên lửa đạn đạo tầm trung Jupiter của Quân đội Hoa Kỳ. Trưởng phòng Tác chiến Hải quân, Đô đốc Arleigh Burke đã bổ nhiệm Chuẩn Đô đốc W. F. "Red" Raborn làm người đứng đầu Văn phòng Dự án Đặc biệt để phát triển tên lửa Jupiter cho Hải quân Mỹ vào cuối năm 1955. Tại hội nghị Project Nobska diễn ra vào năm 1956, với sự hiện diện của Đô đốc Burke, nhà vật lý hạt nhân Edward Teller tuyên bố rằng một đầu đạn nhỏ có đương lượng nổ 1 megaton có thể được phát triển cho tên lửa Polaris trong vòng vài năm, và điều này đã khiến Burke từ bỏ chương trình Jupiter và tập trung vào chương trình tên lửa Polaris vào tháng 12 năm đó. Dự án phát triển tên lửa Polaris được chỉ đạo bởi bộ phận phát triển tên lửa- một chi nhánh của Văn phòng Dự án Đặc biệt của Hải quân dưới sự chỉ đạo của Chuẩn Đô đốc Roderick Osgood Middleton, Đô đốc Admiral Burke sau này xác định quy mô của lực lượng tàu ngầm mang tên lửa Polaris, ông cho rằng Hải quân Mỹ cần 40-45 tàu ngầm mang Polaris với 16 tên lửa trên mỗi tàu ngầm. Cuối cùng, số tàu ngầm mang tên lửa Polaris của Hải quân Mỹ được ấn định là 41 chiếc.
Tàu ngầm USS George Washington là tàu ngầm đầu tiên có khả năng triển khai tên lửa đạn đạo từ tàu ngầm (SLBM). Trách nhiệm phát triển SLBM thuộc về văn phòng Dự án Đặc biệt của Hải quân (SP). Người đứng đầu văn phòng khi đó là Chuẩn Đô đốc William Raborn.
Vào ngày 13 tháng 9 năm 1955, James R. Killian, người đứng đầu một ủy ban đặc biệt do Tổng thống Eisenhower thành lập, khuyến nghị rằng cả Lục quân và Hải quân nên hợp tác với nhau trong chương trình phát triển tên lửa đạn đạo tầm trung (IRBM). Tên lửa, mà sau này được gọi là Jupiter, sẽ được phát triển trong khuôn khổ Ủy ban tên lửa đạn đạo liên quân-Hải quân do Bộ trưởng Quốc phòng Charles E. Wilson phê duyệt vào đầu tháng 11 năm đó. IRBM đầu tiên có thiết kế sử dụng nhiên liệu lỏng. Tên lửa nhiên liệu lỏng thích hợp với việc trang bị trên máy bay; nó ít tương thích hơn với tàu ngầm. Mặt khác, nhiên liệu rắn giúp cho việc vận chuyển và lưu trữ trở nên đơn giản hơn và an toàn hơn. Không chỉ sử dụng nhiên liệu lỏng, tên lửa Jupiter còn có kích thước lớn; ngay cả ở phiên bản sử dụng nhiên liệu rắn, nó vẫn nặng tới 160.000 pounds. Hải quân Mỹ cần một loại tên lửa được thiết kế mới, nhỏ hơn, nhẹ hơn, ước tính chỉ khoảng 30.000 pound. Edward Teller cũng đồng tình với quan điểm này. Ông cho rằng công nghệ cần được thay đổi, thay vì áp dụng công nghệ đã cũ. Raborn cũng tin rằng việc phát triển một tên lửa mới, nhỏ hơn là điều khả thi.

### Dự án Nobska
Hải quân Hoa Kỳ bắt đầu nghiên cứu chế tạo tàu ngầm chạy bằng năng lượng hạt nhân vào năm 1946. Mỹ hạ thủy tàu ngầm hạt nhân đầu tiên, USS  Nautilus vào năm 1955. Các tàu ngầm chạy bằng năng lượng hạt nhân ít bị tổn thương trong trường hợp bị Liên Xô tấn công phủ đầu. Tiếp theo, yêu cầu đặt ra là nên trang bị cho tàu ngầm chạy bằng năng lượng hạt nhân những loại vũ khí nào. Mùa hè năm 1956, hải quân Mỹ tài trợ cho một nghiên cứu của Học viện Khoa học Quốc gia về chiến tranh chống ngầm tại Nobska Point ở Woods Hole, Massachusetts, được gọi là Dự án NOBSKA. Dự định của hải quân là nhằm phát triển một loại tên lửa tầm trung mới nhẹ hơn các tên lửa hiện có và có tầm bắn lên đến 1500 dặm. Tuy nhiên thiết kế tên lửa mới này sẽ không thể mang đầu đạn nhiệt hạch có đương lượng nổ một megaton như yêu cầu.
Dự án nghiên cứu này đã thu hút Edward Teller từ phòng thí nghiệm vũ khí hạt nhân mới thành lập tại Livermore và J. Carson Mark, đại diện cho phòng thí nghiệm vũ khí hạt nhân Los Alamos cùng tham gia đấu thầu. Cuối cùng Teller đã chiến thắng J. Carson Mark trong cuộc đấu thầu. Teller và Mark vốn biết rõ về nhau: Mark được bổ nhiệm làm trưởng bộ phận nghiên cứu lý thuyết của Los Alamos vào năm 1947, một công việc ban đầu dự định được giao cho Teller. Mark là một nhà vật lý thận trọng và không thể sánh được với Teller trong cuộc đấu thầu.
Edward Teller đề nghị ông sẽ phát triển một đầu đạn nhẹ có sức mạnh một megaton trong vòng 5 năm. Ông gợi ý rằng ngư lôi trang bị vũ khí hạt nhân có thể thay thế cho ngư lôi thông thường nhằm tạo ra một vũ khí chống ngầm mới. Phòng thí nghiệm Livermore đã đảm nhận dự án. Khi Teller trở lại Livermore, mọi người đã rất ngạc nhiên vì sự táo bạo trong lời hứa của Teller. Dường như không thể tưởng tượng được có thể thu nhỏ đầu đạn hạt nhân với kích thước hiện tại của nó. Teller chỉ ra xu hướng trong phát triển công nghệ đầu đạn, theo đó cứ mỗi thế hệ mới được phát triển, trọng lượng của đầu đạn càng ngày càng nhẹ hơn so với năng suất của nó Khi Teller được hỏi về việc áp dụng điều này vào chương trình FBM, ông đã đáp lại, "Tại sao lại phải sử dụng đầu đạn phát triển từ năm 1958 trong hệ thống vũ khí ra đời năm 1965?"
Mark cho rằng không thể phát triển loại đầu đạn một megaton có kích thước đủ nhỏ để để có thể trang bị trên loại tên lửa mới trong khoảng thời gian như Teller dự kiến. Thay vào đó, Mark gợi ý rằng đầu đạn có đương lượng 0,5 megaton sẽ thực tế hơn và gói thầu của ông giá cao hơn giá của Teller, đồng thời thời gian thực hiện cũng lâu hơn. Nhưng yếu tố thời gian mới là yếu tố quyết định đối với Hải quân Mỹ. Cho dù đầu đạn có trọng lượng một nửa hay một megaton cũng không quan trọng miễn là nó sẽ được hoàn thành trước thời hạn để trang bị trên loại tên lửa mới. Do đó, gói thầu chế tạo đầu đạn của Teller được Hải quân Mỹ lựa chọn vào đầu tháng 9.
Có ý kiến cho rằng chương trình tên lửa "Polaris" của Hải quân không liên quan đến chương trình tên lửa Jupiter của Lục quân Mỹ. Hải quân Mỹ ban đầu cũng dự định tham gia chương trình tên lửa Jupiter, nhưng sau đó đã tập trung nguồn lực cho chương trình tên lửa Polaris. Tên lửa Jupiter rất khó để có thể trang bị trên các tàu ngầm. Kích thước lớn cùng với tính dễ bay hơi của nhiên liệu lỏng khiến nó không thích hợp để phóng từ tàu ngầm và tàu nổi. Tên lửa Jupiter được tiếp tục phát triển bởi nhóm kỹ sư của Lục quân Đức cùng với công ty Chrysler. Trọng trách của SPO là phát triển một bệ phóng trên biển cùng với các hệ thống điều khiển hỏa lực và hệ thống ổn định. Kế hoạch dự kiến ban đầu là sẽ phóng thử tên lửa đạn đạo tầm trung từ tàu nổi vào ngày 1/1/1960 và từ tàu ngầm vào ngày 1/1/1965. Tuy nhiên Hải quân Mỹ không muốn sử dụng một tên lửa đạn đạo tầm trung nhiên liệu lỏng. Điều đầu tiên họ lo ngại là nhiên liệu lỏng đông lạnh không chỉ cực kỳ nguy hiểm khi xử lý mà việc chuẩn bị phóng cũng rất tốn thời gian. Thứ hai, tên lửa sử dụng nhiên liệu lỏng cho gia tốc ban đầu tương đối thấp, điều này bất lợi khi phóng tên lửa từ tàu ngầm ở một số trạng thái biển nhất định. Vào giữa tháng 7 năm 1956, Ủy ban Cố vấn Khoa học của Bộ Quốc phòng đã khuyến nghị rằng phải sử dụng tên lửa nhiên liệu rắn nhưng không sử dụng hệ thống dẫn đường và tải trọng như tên lửa Jupiter. Đến tháng 10 năm 1956, một nhóm nghiên cứu bao gồm các nhân vật chủ chốt từ Hải quân, công nghiệp và các tổ chức học thuật đã xem xét đánh giá các thông số thiết kế của tên lửa Polaris và kết luận tên lửa nặng 30.000 pound có thể mang theo đầu đạn được thiết kế phù hợp bay đến mục tiêu cách xa 1.500 hải lý. Với đánh giá lạc quan này, Hải quân Mỹ đi đến quyết định từ bỏ hoàn toàn chương trình Jupiter. Trước đó Hải quân Mỹ từng dự định trang bị trên mỗi tầu ngầm 4 tên lửa "Jupiter", phóng theo phương nằm ngang. Đây có thể chính là dự án phát triển tên lửa SSM-N-2 Triton mà đã bị hủy bỏ. Cuối cùng Hải quân Mỹ đã chọn phát triển tên lửa Polaris hoàn toàn mới thay vì tiếp tục phát triển tên lửa Jupiter.
Ban đầu, Hải quân Mỹ ủng hộ sử dụng các hệ thống tên lửa hành trình, chẳng hạn như tên lửa hành trình Regulus được triển khai trên tàu ngầm USS Grayback trước đó và một số tàu ngầm khác, nhưng một nhược điểm lớn của các hệ thống phóng tên lửa hành trình thời kỳ đầu (và cũng là vấn đề của tên lửa Jupiter) là tàu ngầm khi phóng tên lửa phải nổi lên trong một thời gian. Các tàu ngầm rất dễ bị tấn công khi nổi lên để phóng tên lửa, và một tên lửa được tiếp nhiên liệu đầy đủ hoặc một phần trên boong tàu ngầm có thể phát nổ khi bị bắn trúng. Khó khăn trong việc chuẩn bị phóng tên lửa trong điều kiện thời tiết khắc nghiệt là một nhược điểm lớn khác của các thiết kế này. Còn tên lửa Polaris phóng được ngày cả khi tàu ngầm đang lặn sẽ giúp loại bỏ các nhược điểm trên.
Rõ ràng là tên lửa đạn đạo nhiên liệu rắn có lợi thế hơn tên lửa hành trình về tầm bắn và độ chính xác, khả năng phóng tên lửa khi tàu đang lặn giúp tăng khả năng sống sót của tàu ngầm.
Nhà chế tạo chính trong chế tạo cả 3 phiên bản tên lửa Polaris là Công ty tên lửa và vũ trụ Lockheed (nay là Lockheed Martin).
Chương trình phát triển tên lửa Polaris bắt đầu từ năm 1956. USS George Washington, tàu ngầm tên lửa đầu tiên của Mỹ, đã phóng thử nghiệm thành công tên lửa Polaris trong khi đang lặn vào ngày 20 tháng 7 năm 1960. Phiên bản A-2 của tên lửa Polaris thực chất là A-1 nâng cấp, đi vào hoạt động vào cuối năm 1961. Nó được trang bị trên tổng cộng 13 tàu ngầm mang tên lửa hạt nhân và ở trong biên chế cho đến tháng 6 năm 1974. Các vấn đề liên tục xảy ra với đầu đạn nhiệt hạch W-47, dẫn đến việc phải thu hồi một số lượng lớn tên lửa để sửa đổi. Hải quân Mỹ đã tìm cách thay thế chúng bằng đầu đạn mới có đương lượng nổ lớn hơn hoặc tương đương. Kết quả là sự ra đời của đầu đạn W-58 sử dụng trong một "cụm" ba đầu đạn MIRV trang bị trên tên lửa Polaris A-3, phiên bản cuối cùng của tên lửa Polaris.
Một trong những vấn đề ban đầu mà Hải quân Mỹ gặp phải khi chế tạo SLBM là việc khi tàu ngầm di chuyển trên biển. Khi trên biển, sóng biển tác động vào tàu ngầm, làm ảnh hưởng đến độ chính xác của tên lửa.
Ngày 4 tháng 10 năm 1957, Liên Xô phóng vệ tinh nhân tạo SPUTNIK- vệ tinh đẩu tiên của loài người. Điều này khiến cho Mỹ phải tăng tốc tiến độ của Dự án tên lửa Polaris
Tên lửa Polaris được phát triển theo hai hướng phóng ướt và phóng khô. Phóng khô là để tên lửa trong một ống phóng, ống phóng nổi lên và tự bung ra khi tên lửa chạm mặt nước. Phóng ướt là bắn tên lửa xuyên qua mặt nước mà không có vỏ bọc. Hải quân Mỹ nghiêng về phương án phóng ướt nhưng vẫn phát triển cả phương pháp phóng khô để dự phòng. Nhờ hệ thống đẩy không khí, tên lửa Polaris được đẩy ra khỏi ống phóng chìm trong nước.
Các vụ thử tên lửa Polaris đầu tiên được đặt ký hiệu là "AX- #" và sau đó được đổi thành "A1X- #". Danh sách các lần phóng thử nghiệm:
Ngày 24 tháng 9 năm 1958: vụ phóng thử AX-1, từ Mũi Canaveral; tên lửa đã bị phá hủy, sau khi nó không thể duy trì quỹ đạo chính xác do lỗi lập trình.
Tháng 10 năm 1958: AX-2, tên lửa phát nổ trên bệ phóng.
30 tháng 12 năm 1958: AX-3, tên lửa phóng thành công, nhưng đã bị phá hủy vì nhiệt độ của nhiên liệu vượt quá giới hạn.
Ngày 19 tháng 1 năm 1959: AX-4, tên lửa phóng thành công nhưng chuyến bay không bình thường và tên lửa bị phá hủy.
Ngày 27 tháng 2 năm 1959: AX-5, kết quả như lần phóng AX-4.
Ngày 20 tháng 4 năm 1959: AX-6, lần phóng thử nghiệm này đã thành công. Tên lửa tách tầng và rơi xuống Đại Tây Dương cách bờ biển 300 dặm.
Chính giữa hai lần thử nghiệm này, hệ thống dẫn đường quán tính đã được phát triển và triển khai để thử nghiệm.
Ngày 1 tháng 7 năm 1959: AX-11 phóng tên lửa thành công, nhưng mảnh tên lửa rơi ra làm vụ phóng thất bại. Vụ phóng tên lửa cũng cho thấy rằng hệ thống dẫn đường mới đã hoạt động.

### Hệ thống dẫn đường
Vào thời điểm tên lửa Polaris đi vào trang bị, hệ thống định vị tàu ngầm đủ tốt để dẫn đường cho các vũ khí hiện có của quân đội Mỹ. Ban đầu, các kỹ sư thiết kế tên lửa sử dụng cấu hình "nền tảng ổn định" của hệ thống dẫn đường quán tính có sẵn của tàu ngầm, được phát triển bởi phòng thí nghiệm công cụ MIT. Hệ thống này có tên gọi Hệ thống định vị quán tính dành cho tàu chiến (SNIS) mới được đưa vào trang bị từ năm 1954. Việc phát triển tên lửa Polaris gặp nhiều khó khăn nhưng có lẽ khó khăn nhất là việc phát triển hệ thống dẫn đường cho nó.
Cấu hình của hệ thống định vị quán tính không tính đến sự thay đổi của trường hấp dẫn trong khi tàu ngầm đang di chuyển, và cũng không tính đến sự thay đổi vị trí của Trái đất. Điều này làm dấy lên mối lo ngại rằng hệ thống dẫn đường cho tên lửa sẽ không thể ổn định và chính xác. Tàu ngầm trang bị tên lửa đạn đạo sẽ vô dụng nếu không thể dẫn hướng cho trên lửa. GIờ đây các nhà thiết kế tên lửa Polaris phải nghiên cứu một hệ thống dẫn đường mới và họ nhanh chóng tìm thấy một hệ thống dẫn đường như vậy, vốn đã bị Không quân Mỹ loại bỏ. Công ty Autonetics của Hàng không Bắc Mỹ trước đây đã đảm nhận nhiệm vụ phát triển một hệ thống dẫn đường cho tên lửa Navaho của Không quân Hoa Kỳ được biết đến với tên gọi XN6 Autonavigator. XN6 là một hệ thống dẫn đường sử dụng khí nén vốn thiết kế cho tên lửa hành trình, và khi các nhà thiết kế sử dụng nó trên Polaris, nó hoạt động rất hiệu quả.
Trước khi hệ thống định vị vệ tinh GPS, người ta đã phát triển hệ thống định vị Transit (sau này được gọi là NAVSAT) dành riêng cho tàu ngầm. Vì các tàu ngầm phải xác định chính xác vị trí của mình trước khi phóng tên lửa. Hai nhà vật lý người Mỹ, William Guier và George Weiffenbach, tại Phòng thí nghiệm Vật lý Ứng dụng của Đại học Johns Hopkins (APL), bắt đầu phát triển hệ thống NAVSAT từ năm 1958. Người ta sử dụng máy tính AN/UYK-1 để giải mã tín hiệu từ vệ tinh Transit và gửi thông tin định vị cho tên lửa Polaris, máy tính AN/UYK-1 có kích thước đủ nhỏ để vừa với cửa sập tàu ngầm. Trước khi hệ thống định vị Transit đi vào hoạt động năm 1964, tàu ngầm sử dụng hệ thống định vị quán tính của tàu ngầm (SINS) để cập nhật liên tục tính toán vị trí của tàu ngầm cho tên lửa bằng các phương pháp khác như LORAN.
Đến năm 1965, vi mạch tương tự như những vi mạch được Texas Instruments chế tạo cho tên lửa Minuteman II đã được Hải quân Mỹ mua để trang bị cho tên lửa Polaris. Hệ thống dẫn đường của tên lửa Minuteman cần 2000 vi mạch như vậy, do đó tên lửa Polaris cũng cần số vi mạch tương tự. Để có thể kiểm soát giá thành của chíp, chip được thiết kế theo tiêu chuẩn hóa và được chia sẻ với Công ty điện Westinghouse và RCA. Vào năm 1962 giá của chip gắn trên tên lửa Minuteman là $50. Giá mỗi con chip giảm xuống $2 vào năm 1968.

### Polaris A-3

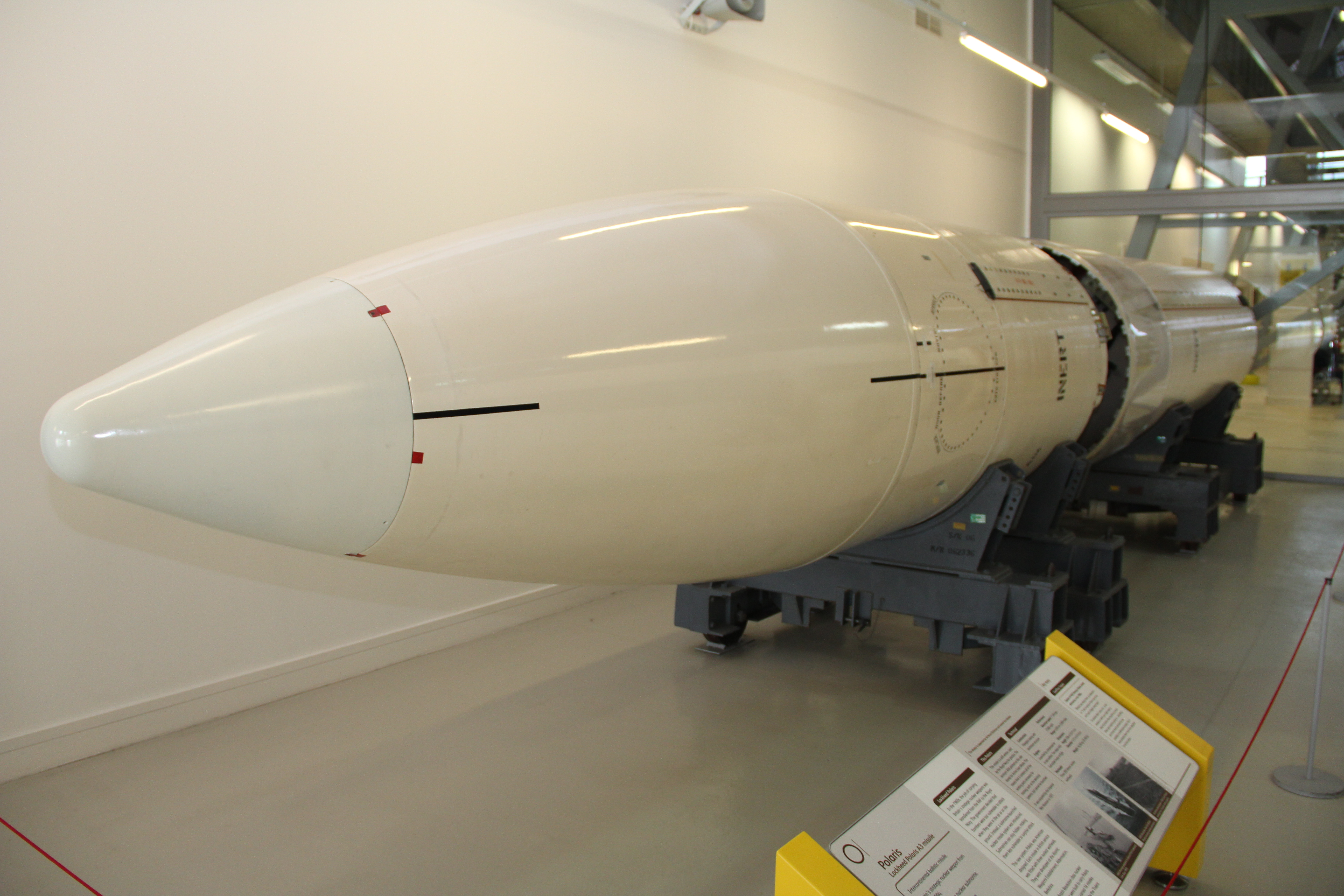
Tên lửa Polaris A-3

Phiên bản A-3 đã thay thế các phiên bản A-1 và A-2 trước đó trong Hải quân Hoa Kỳ, đồng thời phiên bản A-3 cũng được trang bị cho Hải quân Anh. Polaris A-3 có tầm bắn mở rộng tới 2.500 hải lý (4.600 km) và khoang vũ khí mới chứa ba đầu đạn hồi quyển Mk 2 (ReB hay Re-Entry Body trong cách sử dụng của Hải quân Hoa Kỳ và Anh). Đầu đạn W-58 mới có đương lượng nổ 200 kt. Ban đầu kiểu thiết kế đầu đạn được mô tả như một "đầu đạn chùm" nhưng đã được thay thế bằng thuật ngữ Đa hồi quyển (MRV). Tuy nhiên các đầu đạn con bay phía trên mục tiêu và không thể nhắm mục tiêu độc lập (không giống như khái niệm MIRV sau này). Ước tính ba đầu đạn có sức công phá tương đương với một đầu đạn một megaton nhưng trải rộng hơn lên mục tiêu. Tàu ngầm mang tên lửa đạn đạo đầu tiên được trang bị MRV A-3 là USS Daniel Webster vào năm 1964. Sau này Polaris A-3  cũng được trang bị các biện pháp để bảo vệ các thiết bị điện tử bên trong khỏi các yếu tố bên ngoài như vụ nổ xung điện từ do nổ bom hạt nhân gây ra. Phiên bản này được đặt tên là A-3T ("Topsy") và nó cũng là phiên bản cuối cùng của tên lửa Polaris.

## Polaris A-1

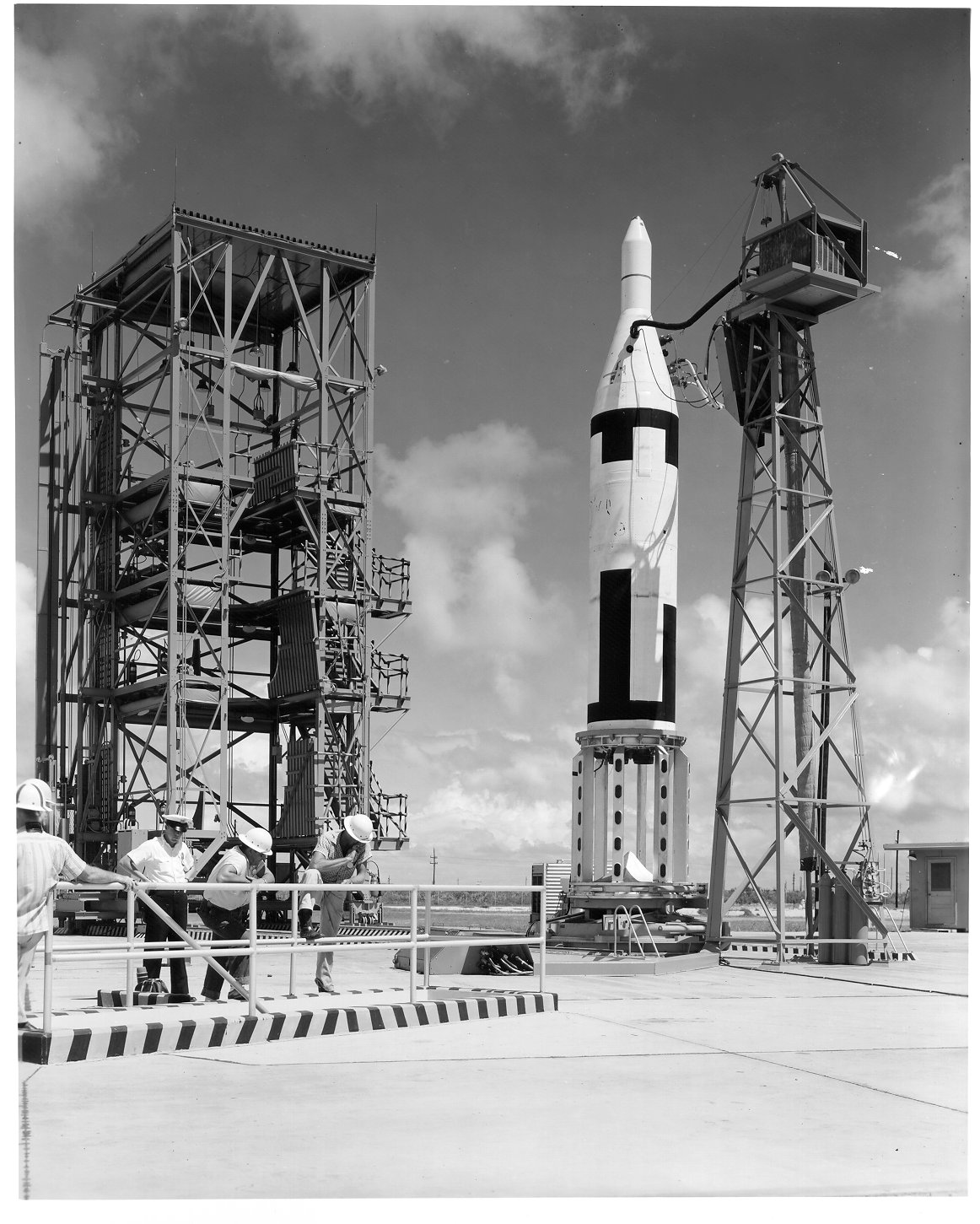
Polaris A-1 trên bệ phóng tại Cape Canaveral

Những lần phóng thử nghiệm ban đầu của Polaris được ký hiệu là AX và lần phóng thử đầu tiên từ Cape Canaveral diễn ra vào ngày 24 tháng 9 năm 1958. Tên lửa không thay đổi được hướng bay và thay vào đó chỉ bay thẳng lên, tuy nhiên vụ phóng thử vẫn được coi là thành công một phần (vào thời điểm đó, bất kỳ vụ thử tên lửa nào mà cung cấp các dữ liệu về chuyến bay có thể sử dụng được đều được coi là "thành công một phần"). Lần thử nghiệm tiếp theo vào 15 tháng 10 đã thất bại khi tầng tên lửa thứ hai bốc cháy và tự phóng. Hệ thống an toàn đã kích hoạt tên lửa tự hủy. Lần thử nghiệm thứ ba và thứ tư (ngày 30 tháng 12 và ngày 9 tháng 1) gặp sự cố do quá nhiệt ở phần đuôi. Giải pháp khắc phục được các kỹ sư đưa ra là bổ sung thêm lớp che chắn và cách điện cho hệ thống dây điện và các thành phần khác.
Phiên bản đầu tiên, Polaris A-1, có tầm bắn 1.400 hải lý (2.600 kilômét) và một khoang hồi quyển Mk 1, mang theo một đầu đạn hạt nhân W-47-Y1 600 kt duy nhất, với hệ thống dẫn đường quán tính có sai số ban kính (CEP) là 1.800 mét (5.900 foot). Tên lửa đẩy nhiên liệu rắn hai tầng Polaris phiên bản A-1 có chiều dài 28,5 ft (8,7 m), đường kính thân 54 inch (1,4 m) và trọng lượng phóng 28.800 pound (13.100 kg). (Lần phóng tên lửa từ tàu ngầm vào ngày 20 tháng 7 năm 1960 là lần đầu tiên Mỹ phóng tên lửa tầm trung từ tàu ngầm đang lặn, nhưng trước đó vào tháng 11 năm 1956, người Nga đã phóng thành công tên lửa Scud từ tàu ngầm) USS George Washington là tàu ngầm mang tên lửa đạn đạo đầu tiên (SSBN), nó cùng với các tàu ngầm mang tên lửa đạn đạo khác của Mỹ, mỗi tàu ngầm được trang bị 16 tên lửa. Đã có tổng cộng 41 tàu ngầm mang tên lửa đạn đạo được chế tạo từ năm 1960 đến năm 1966.
Việc phát triển đầu đạn W47 được bắt đầu từ năm 1957 tại Phòng thí nghiệm Lawrence Livermore dưới sự chỉ đạo của John Foster và Harold Brown. Hải quân Mỹ bắt đầu tiếp nhận 16 đầu đạn tên lửa vào tháng 7 năm 1960. Vào ngày 6 tháng 5 năm 1962, một tên lửa Polaris A-2 với đầu đạn W47 đã được phóng thử nghiệm trong cuộc thử nghiệm "Frigate Bird" trong Chiến dịch Dominic từ tàu ngầm USS Ethan Allen tại vùng biển trung tâm Thái Bình Dương, đây là vụ thử tên lửa hạt nhân chiến lược duy nhất của Mỹ.
Động cơ trang bị ở cả hai tầng tên lửa đều được điều khiển bằng vectơ lực đẩy. Hệ thống dẫn đường quán tính cho phép tên lửa có sai số bán kính CEP khoảng 900 m (3.000 feet), không đủ để sử dụng chống lại các mục tiêu cứng. Với sai số CEP này, tên lửa chủ yếu dùng để tấn công các mục tiêu quân sự phân tán (sân bay hoặc vị trí radar), hoặc để dọn đường cho máy bay ném bom hạng nặng.

## Vai trò là vũ khí chiến lược

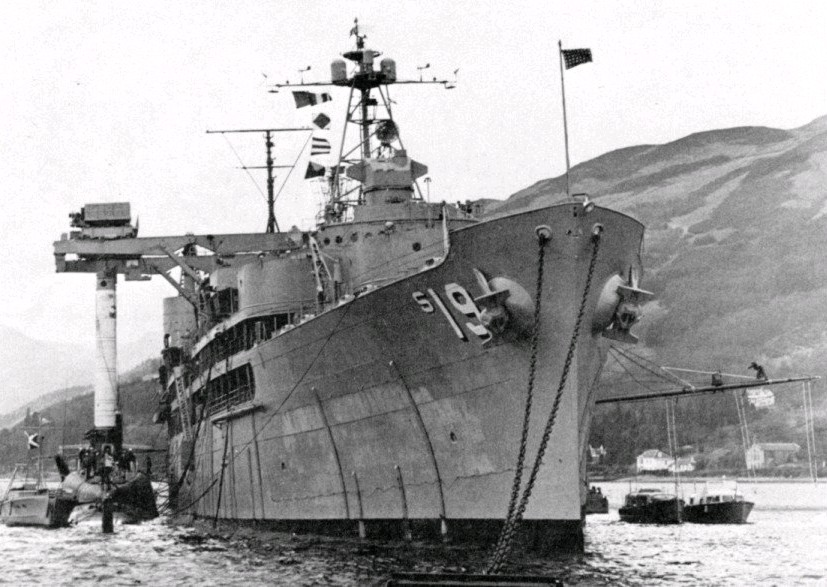
Vận chuyển tên lửa Polaris giữa tàu và tàu tại Holy Loch, Scotland, năm 1961.

Tên lửa Polaris A-1 được phát triển để bổ sung cho các hệ thống tên lửa tầm trung vốn hạn chế đang được triển khai trên khắp châu  u. Do các hệ thống này không đủ tầm bắn để tấn công các mục tiêu lớn của Liên Xô, nên Polaris được phát triển để tăng mức độ răn đe hạt nhân. Ngoài ra ưu điểm của hệ thống phóng tên lửa tầm trung từ tàu ngầm là luôn di chuyển và các tàu ngầm khi lặn ít bị tổn thương hơn.
Hải quân Mỹ đã đạt được thỏa thuận trong đó các tàu ngầm mang tên lửa Polaris thuộc hạm đội Đại Tây Dương có thể sử dụng các căn cứ như căn cứ Holy Loch ở Scotland (từ năm 1961) và tại căn cứ hải quân Rota (căn cứ cho tầu ngầm mang tên lửa Polaris kể từ năm 1964) ở Vịnh Cadiz, Tây Ban Nha. Việc triển khai tàu ngầm mang tên lửa đạn đạo ở các cứ này gần với các mục tiêu Liên Xô hơn nhiều so với các căn cứ ở Bờ Đông của Hoa Kỳ, rút ngắn thời gian di chuyển của các tàu ngầm. Ở Thái Bình Dương, một căn cứ tàu ngầm mang Polaris cũng được thành lập tại Guam vào năm 1964. Việc bố trí tàu ngầm mang tên lửa đạn đạo ở các căn cứ tiền phương vẫn tiếp tục khi tên lửa Poseidon đi vào trang bị thay thế Polaris từ năm 1972. Các tàu ngầm được triển khai thuộc Hạm đội tàu ngầm SSBN số 31 khu vực Đại Tây Dương. 10 chiếc SSBN cũ hơn không thể trang bị tên lửa Poseidon đã được biên chế cho Hạm đội Thái Bình Dương vào những năm 1970. Polaris không đủ độ chính xác để tiêu diệt các mục tiêu cứng, nhưng sẽ có hiệu quả khi chống lại các mục tiêu trên diện rộng, chẳng hạn như sân bay, địa điểm đặt radar và SAM, cũng như các trung tâm quân sự và công nghiệp có tầm quan trọng chiến lược. các nhà chức trách quân sự coi Polaris là một phần của bộ ba hạt nhân bao gồm ICBM và máy bay ném bom, mỗi loại có chức năng riêng. Nhiệm vụ được giao cho Polaris là 'tiêu diệt' các hệ thống phòng thủ ngoại vi rất phù hợp với các đặc điểm và hạn chế của nó.
Hai kho tên lửa Polaris tại Mỹ bao gồm kho tại căn cứ hậu cần hải quân Charleston, Nam Carolina thành lập từ năm 1960 và sau đó là tại căn cứ hải quân Kitsap, Bangor, Washington. Các tên lửa Polaris cất trữ ở hai căn cứ sẽ được vận chuyển đến các căn cứ tàu ngầm tại châu  u bằng các tàu hàng đã được sửa đổi đặc biệt.
Năm 1974 tên lửa đạn đạo phóng từ tàu ngầm SLBM Trident I mới được tái trang bị cho 12 tàu ngầm mang tên lửa đạn đạo của hạm đội Đại Tây Dương. Do SLBM Trident I có tầm bắn lớn hơn Polaris, nên việc triển khai các tàu ngầm hạt nhân ở các căn cứ tại châu Âu là không còn cần thiết, các tàu ngầm SSBN giờ đây có thể được triển khai từ ngay các căn cứ bờ biển phía Đông Hoa Kỳ. Ngoài ra Hải quân Mỹ dự định triển khai 18 tàu ngầm lớp Ohio thay thế cho 41 tàu ngầm SSBN kể từ năm 1981. Ban đầu tàu ngầm lớp Ohio được thiết kế mang theo 24 tên lửa Trident I nhưng sau đó được tái trang bị với tên lửa Trident II lớn hơn và tiên tiến hơn. Vào cuối những năm 1970, căn cứ các tàu ngầm SSBN lớp Ohio của Hạm đội Thái Bình Dương đặt tại Bangor, WA. Ngoài ra, một kho dự trữ tên lửa mới, Cơ sở Vũ khí Chiến lược Atlantic (SWFLANT), đã được xây dựng tại căn cứ hải quân King's Bay để thay thế cho căn cứ hậu cần hải quân Charleston. Căn cứ SSBN tại Rota, Tây Ban Nha đóng cửa vào năm 1979.
Khi USS Ohio (SSGN-726) bắt đầu thử nghiệm trên biển vào năm 1980, 10 tàu ngầm Polaris còn lại trong Hạm đội Thái Bình Dương đã được loại bỏ tên lửa và phân loại lại thành tàu ngầm SSN để tránh vượt quá giới hạn của hiệp ước SALT II. Căn cứ SSBN tại Guam đã bị đóng cửa vào thời điểm này. Năm 1992, Liên Xô sụp đổ, Hải quân Mỹ đã trang bị 12 tàu ngầm SSBN thuộc lớp Ohio, như một phần thỏa thuận trong hiệp ước Start I, căn cứ tàu ngầm Holy Loch đã bị đóng cửa và 31/41 tàu ngầm SSBN ban đầu của Hải quân Mỹ đã tháo dỡ các tên lửa mang theo. Hầu hết các tàu ngầm trong số này đã ngừng hoạt động và sau đó được loại bỏ trong Chương trình tái chế tàu ngầm, một vài tàu được chuyển sang các vai trò khác. Hai chiếc vẫn hoạt động nhưng có vai trò như là những tàu ngầm năng lượng hạt nhân huấn luyện thuộc Trường tàu ngầm năng lượng hạt nhân tại Charleston, South Carolina, bao gồm các tàu ngầm USS Daniel Webster và USS Sam Rayburn.

## Hậu Polaris
Để tăng độ chính xác cho tên lửa ở các tầm bắn lớn hơn, các nhà thiết kế của Lockheed đã đưa vào khái niệm phương tiện thử nghiệm lại, cải tiến hệ thống dẫn đường, điều khiển hỏa lực và điều hướng. Tên lửa Polaris A3 đã có nhiều cải tiến, bao gồm nhiên liệu tên lửa và vật liệu được sử dụng trong chế tạo buồng đốt của động cơ. Các phiên bản sau (A-2, A-3 và B-3) lớn hơn, nặng hơn và có tầm bắn xa hơn A-1. Việc tăng tầm bắn là quan trọng nhất: A-2 có tầm bắn 1.500 hải lý (2.800 km), A-3 là 2.500 hải lý (4.600 km) và B-3 là 2.000 hải lý (3.700 km). Polaris A-3 màng nhiều đầu đạn hồi quyển (MRV) để rải các đầu đạn tới một mục tiêu, và B-3 được trang bị các thiết bị hỗ trợ hồi quyển để chống lại các hệ thống phòng thủ Tên lửa chống tên lửa đạn đạo (ABM) của Liên Xô.
Hải quân Hoa Kỳ bắt đầu thay thế SSBN Polaris bằng SSBN Poseidon vào năm 1972. Tên lửa Polaris B-3 phát triển thành tên lửa Poseidon C-3. Tên lửa Poseidon C-3 có tải trọng mang theo lớn hơn, cho phép mang theo nhiều đầu đạn hồi quyển hơn (10-14 đầu đạn), và có tốc độ hồi quyển cao, có thể áp đảo hệ thống phòng thủ của Liên Xô. Tuy nhiên tên lửa tỏ ra kém tin cậy, do đó Hải quân Mỹ đã thay thế cả Polaris và Poseidon bằng SSBN Trident. Tiền thân của SSBN Trident là từ chương trình Hệ thống Tên lửa Tầm xa Dưới đáy biển với tên gọi ban đầu là ULMS II, nhằm chế tạo một loại tên lửa có tầm bắn gấp đôi tên lửa Poseidon. Vào tháng 5 năm 1972, thuật ngữ ULMS II được thay thế bằng Trident. Tên lửa SSBN Trident lớn hơn, hiệu suất cao hơn và có tầm bắn khoảng hơn 6000 dặm. Một thiết kế tàu ngầm lớn hơn (lớp Ohio) được đề xuất để thay thế các tàu ngầm hiện có trang bị tên lửa Poseidon. Tên lửa Trident được thiết kế để trang bị thêm cho các lớp tàu ngầm SSBN cũ, đồng thời cũng được trang bị cho tàu ngầm lớp Ohio mới. Vương quốc Anh cũng tham gia thỏa thuận nghiên cứu phát triển và trang bị SSBN Trident cùng với Mỹ, và họ phải trả thêm 5% trong tổng chi phí mua tên lửa trị giá 2,5 tỷ đô la của họ cho chính phủ Mỹ như một khoản đóng góp cho nghiên cứu và phát triển Trident. Năm 2002, Hải quân Mỹ thông báo sẽ nâng cấp để kéo dài thời gian phục vụ của tên lửa Trident D5 tới năm 2040.

## Nước Anh

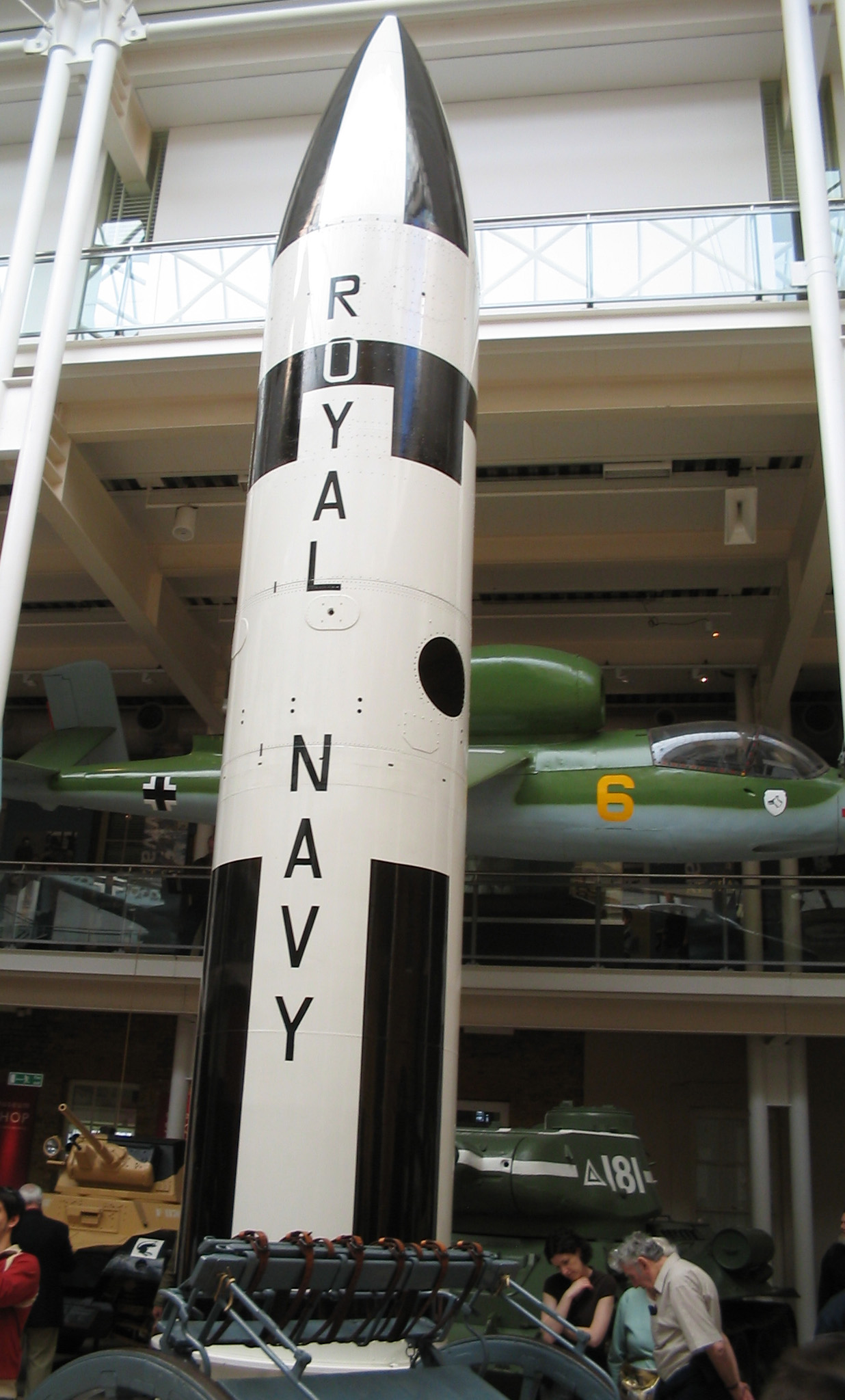
Tên lửa Polaris, bảo tàng chiến tranh Hoàng gia, London

Ngay từ những ngày đầu phát triển Polaris, các thượng nghị sĩ và sĩ quan hải quân Mỹ đã gợi ý rằng Vương quốc Anh có thể được trang bị Polaris. Năm 1957, Tham mưu trưởng Hải quân Mỹ Arleigh Burke và Tham mưu trưởng Hải quân Anh Louis Mountbatten kí kết thỏa thuận để Anh cũng tham gia phát triển Polaris. Sau khi chương trình tên lửa Blue Streak và Skybolt bị hủy bỏ vào những năm 60. Theo Thỏa thuận Nassau năm 1962 đạt được trong cuộc họp giữa Harold Macmillan và John F. Kennedy, Mỹ sẽ cung cấp cho Anh tên lửa Polaris, ống phóng, Re-B và hệ thống điều khiển-hỏa lực. Người Anh sẽ tự chế tạo đầu đạn và ban đầu dự định đóng 5 tàu ngầm mang tên lửa đạn đạo, sau đó Đảng Lao động của Harold Wilson giảm xuống còn 4 chiếc, với mỗi tàu ngầm sẽ trang bị 16 tên lửa.

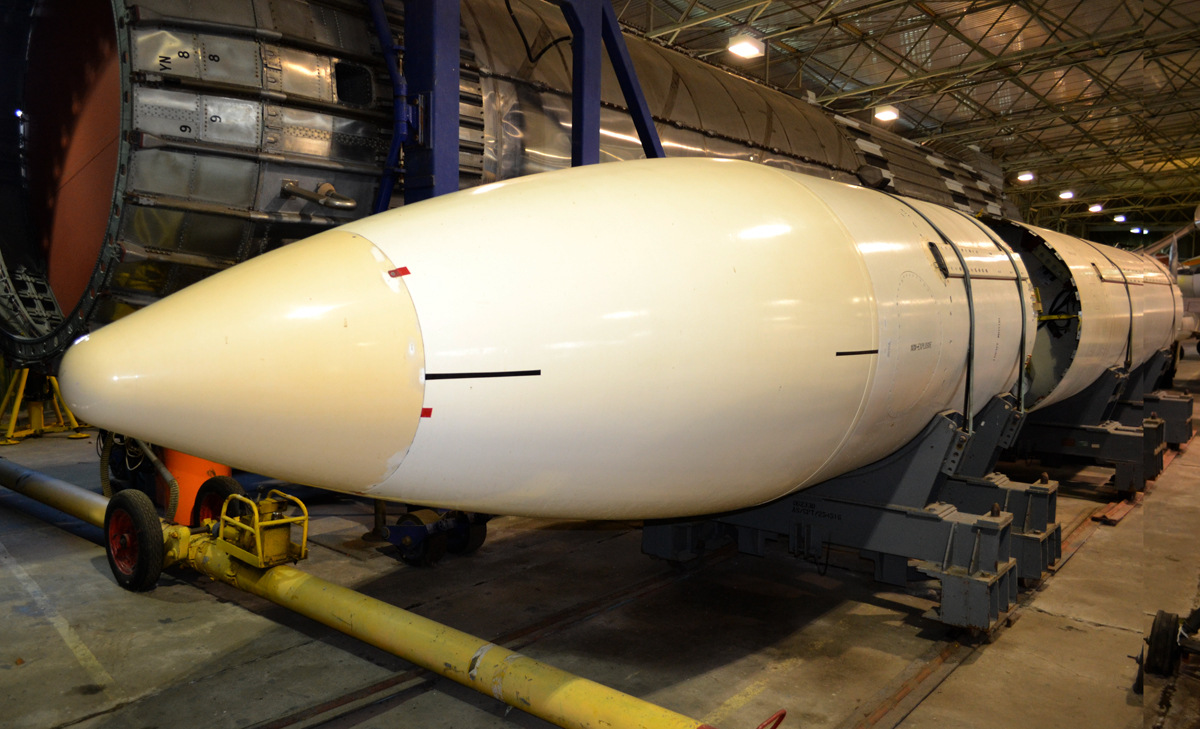
tên lửa mẫu dùng để huấn luyện trưng bày tại Bảo tàng quốc gia Scotland, East Fortune

Đổi lại, Anh đồng ý giao quyền kiểm soát việc sử dụng tên lửa Polaris của họ cho SACEUR (Bộ chỉ huy tối cao của quân Đồng minh khu vực Châu  u), với điều khoản là trong trường hợp khẩn cấp mà không được các đồng minh NATO hỗ trợ, Anh sẽ có quyền sử dụng tên lửa Polaris. Thủ tướng Anh là người có quyền quyết định trong việc sử dụng vũ khí hạt nhân của Anh, bao gồm cả tên lửa đạn đạo phóng từ tàu ngầm SLBM.
Việc kiểm soát hoạt động của các tàu ngầm mang tên lửa Polaris được giao cho SACLANT (Bộ chỉ huy tối cao của quân Đồng minh khu vực Đại Tây Dương), có trụ sở gần Norfolk, Virginia, mặc dù SACLANT thường giao quyền kiểm soát tên lửa cho phó chỉ huy COMEASTLANT, người luôn là đô đốc người Anh.
Dự án phát triển Polaris là dự án quân sự lớn nhất của Hải quân Hoàng gia Anh trong thời bình. Năm 1964, đảng Lao động lên nắm chính quyền Anh và đã cân nhắc rút khỏi chương trình Polaris tuy nhiên cuối cùng Anh cũng vẫn tham gia chương trình do việc trang bị Polaris sẽ làm cho Anh có năng lực răn đe hạt nhân trên phạm vi toàn cầu, tiết kiệm hơn so với lực lượng máy bay ném bom chiến lược. Dự án phát triển Polaris cho quân đội Anh hoàn thành đúng thời hạn và không vượt quá ngân sách cho phép. Ngày 15 tháng 2 năm 1968, HMS Resolution, con tàu đầu tiên thuộc lớp Resolution, trở thành tàu đầu tiên của Anh phóng thử nghiệm Polaris. Tất cả các tàu ngầm mang tên lửa hạt nhân SSBN của Hải quân Hoàng gia Anh đều đóng tại Faslane. Mặc dù một chiếc tàu ngầm trong số bốn chiếc luôn ở trong xưởng đóng tàu để tiến hành tái trang bị và dự bị, nhưng việc giải mật các hồ sơ lưu trữ gần đây tiết lộ rằng Hải quân Hoàng gia đã triển khai bốn tàu chở đầu đạn hồi quyển, cộng với đầu đạn dự phòng cho tên lửa Polaris A3T, duy trì khả năng tái trang bị hạn chế. Do vậy cả 4 tàu ngầm mang tên lửa liên lục địa của Anh đều có thể duy trì ở trạng thái trực chiến. Khi đưa vào trang bị đầu đạn Chevaline, tàu vận chuyển đạn dược hậu cần đã giảm còn 3 tàu.

### Chevaline

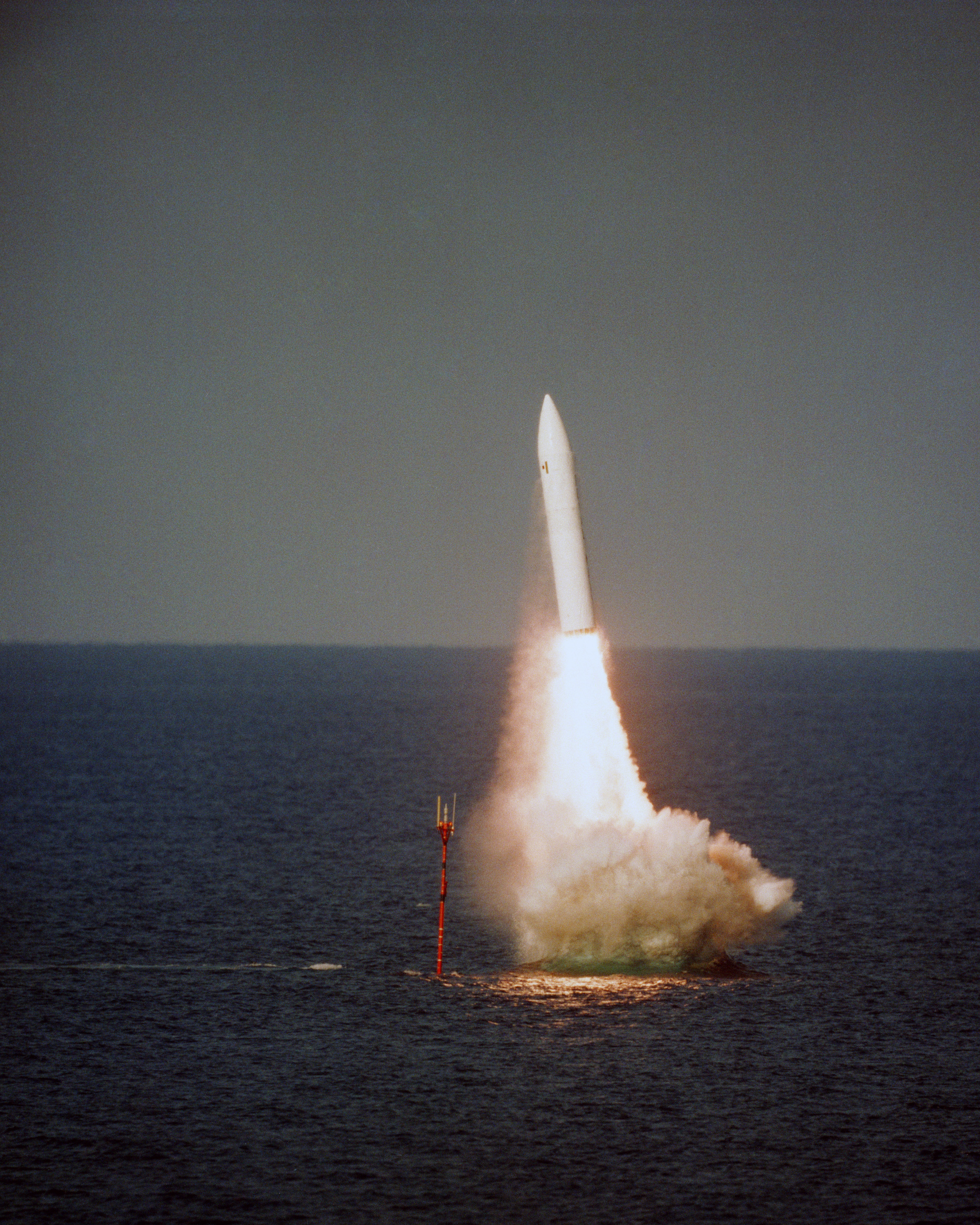
Một tên lửa Polaris được phóng từ tàu ngầm HMS Revenge vào năm 1986

Phiên bản ban đầu Polaris của Hải quân Mỹ không được thiết kế để xuyên thủng hệ thống tên lửa phòng thủ chống tên lửa đạn đạo, nhưng Hải quân hoàng gia Anh do có ít tên lửa/tàu ngầm SSBN hơn, do đó, thường chỉ hoạt động nhỏ lẻ và thường chỉ có 1 tàu ngầm làm nhiệm vụ tuần tra răn đe, nên khả năng xuyên thủng hệ thống phòng thủ ABM là rất quan trọng. Tàu ngầm của Anh được trang bị tên lửa Polaris A3T-một phiên bản nâng cấp từ mẫu Polaris được Hải quân Mỹ sử dụng từ năm 1968 đến năm 1972. Người Mỹ đã tiến hành những nâng cấp tương tự nhưng muộn hơn người Anh.
Chương trình sửa đổi tên lửa Polaris được đặt tên là Antelope. Trong khuôn khổ chương trình này người ta đã tìm cách tăng khả năng triển khai và khả năng xâm nhập bầu khí quyển của đầu đạn. Hải quân Anh đã thực hiện các đánh giá tên lửa sau khi sửa đổi tại Aldermaston, kết quả là Anh đã thực hiện chương trình nâng cấp theo sau của Mỹ.
Kết quả là chương trình có tên Chevaline ra đời, nâng cấp thêm nhiều mồi nhử, chaff, và các biện pháp đánh lừa khác. Sự tồn tại của chương trình chỉ được tiết lộ vào năm 1980, vì chi phí vượt quá so với ngân sách, đồng thời cố vấn khoa học của Đảng Lao động cầm quyền cho rằng nước Anh không còn cần phải trang bị thêm vũ khí hạt nhân và sẽ không cần thiết phải thử nghiệm đầu đạn hạt nhân nữa. Mặc dù vậy chương trình Chevaline vẫn tìm được những người ủng hộ. Một trong những người ủng hộ việc sửa đổi Polaris là Bộ trưởng Quốc phòng Denis Healey.
Tuy nhiên các khoản chi phí dành cho chương trình tăng quá lớn đã là rào cản khiến Anh phải hủy bỏ chương trình sửa đổi Polaris vào năm 1977. Hệ thống tên lửa Polaris sau khi sửa đổi bắt đầu hoạt động vào giữa năm 1982, trang bị trên tàu ngầm HMS Renown, và tàu ngầm cuối cùng của Hải quân Anh được trang bị tên lửa Polaris sửa đổi là vào giữa năm 1987. Chevaline đã được rút khỏi trang bị vào năm 1996.

### Thay thế
Nước Anh không gia hạn thỏa thuận để mua tên lửa Polaris do vấn đề về chi phí. Bộ quốc phòng Anh đã nâng cấp kho tên lửa của mình với tên lửa Trident có tầm bắn xa hơn, sau khi xảy ra nhiều tranh cãi về chính trị với Đảng Lao động của thủ tướng James Callaghan về vấn đề chi phí và liệu có cần trang bị tên lửa đạn đạo SLBM. Thủ tướng James Callaghan sắp mãn nhiệm đã giải trình các tài liệu về tên lửa Trident cho chính phủ mới Đảng bảo thủ của thủ tướng Margaret Thatcher, chính phủ mà sau này quyết định mua tên lửa Trident C4.
Sau đó chính phủ Anh quyết định mua tên lửa Trident D5 thậm chí còn lớn hơn, tầm bắn xa hơn tương đồng với loại tên lửa Hải quân Hoa Kỳ trang bị, điều này rất quan trọng khi các tàu ngầm mang Trident của Hải quân Hoàng gia Anh cũng sử dụng căn cứ tàu ngầm Kings Bay. Do đó giảm gánh nặng về hậu cần. Mặc dù Hải quân Hoa Kỳ ban đầu trang bị tên lửa Trident C4 trên các tàu ngầm lớp Ohio nhưng cuối cùng đã nâng cấp tất cả tên lửa lên Trident D5.
Sau khi Hải quân Mỹ loại biên tên lửa Trident từ năm 1980-1981, Hải quân Anh vẫn còn tiếp tục sử dụng tên lửa Trident

## Italy
Trong chương trình tái thiết vào năm 1957–1961, tàu tuần dương Giuseppe Garibaldi của Ý đã được trang bị bốn bệ hpongs tên lửa Polaris đặt ở phía sau của con tàu. Đây là kết quả của một thỏa thuận với thủ tướng Kennedy. Trước năm 1961, các hạm đội của Ý và Thổ Nhĩ Kỳ được trang bị tên lửa Jupiter. Có ba yếu tố đóng vai trò quan trọng trong việc Ý và Thổ Nhĩ Kỳ ngừng trang bị tên lửa Jupiter: quan điểm của tổng thống về dự án tên lửa Jupiter, hiểu biết mới về các hệ thống vũ khí và nhu cầu trang bị tên lửa Jupiter giảm dần. Báo cáo của Ủy ban Quốc hội hỗn hợp về Năng lượng nguyên tử nhấn mạnh ba yếu tố khiến Ý quyết định chuyển sang sử dụng tên lửa Polaris.
Các cuộc thử nghiệm tên lửa thành công vào năm 1961-1962 đã khiến Hoa Kỳ nghiên cứu thành lập một lực lượng tàu mang tên lửa hạt nhân đa quốc gia của NATO, là một hạm đội gồm 25 tàu mặt nước của Mỹ, Anh, Pháp, Ý và Tây Đức, trang bị với 200 tên lửa Polaris mở ra khả năng răn đe hạt nhân của NATO.
Các báo cáo đã ủng hộ việc chuyển từ tên lửa Jupiter lỗi thời đang có trong trang bị của Hải quân Ý sang sử dụng loại tên lửa Polaris mới hơn. Ngoại trưởng Mỹ Dean Rusk cùng với trợ lý bộ trưởng quốc phòng Paul Nitze đã thảo luận về việc sử dụng loại đầu đạn tên lửa mới, mặc dù người Ý không mặn mà lắm với việc hiện đại hóa lực lượng tên lửa chiến lược. Tuy nhiên, sau cuộc khủng hoảng tên lửa Cuba, Kenedy gặp thủ tướng Ý Amintore Fanfani tại Washington, và Fanfani đã tỏ ra nhượng bộ và đồng ý với kế hoạch trang bị tên lửa Polaris.
Ý phát triển một loại tên lửa nội địa dựa trên Polaris, có tên là Alfa. Chương trình phát triển đã bị dừng lại vào năm 1975 sau khi Ý phê chuẩn Hiệp ước không phổ biến vũ khí hạt nhân, với lần phóng thử nghiệm cuối cùng vào năm 1976.
Hai tàu tuần dương lớp Andrea Doria của Hải quân Ý, được đưa vào hoạt động từ năm 1963–1964, dự kiến trang bị hai bệ phóng tên lửa Polaris trên mỗi tàu. Tất cả bốn bệ phóng đã được chế tạo nhưng chưa bao giờ được lắp đặt, và được lưu giữ tại cơ sở hải quân tại La Spezia.
Tuần dương ham Vittorio Veneto, hạ thủy năm 1969 cũng được dự kiến trang bị 4 bệ phóng Polaris nhưng lại không mang theo tên lửa. Giai đoạn tái trang bị vào năm 1980-1983, những bệ phóng này đã được loại bỏ thay vào đó là những hệ thống vũ khí mới.

## Những nước trang bị Polaris
Anh Quốc
- Royal Navy

 Hoa Kỳ
- United States Navy

 Ý

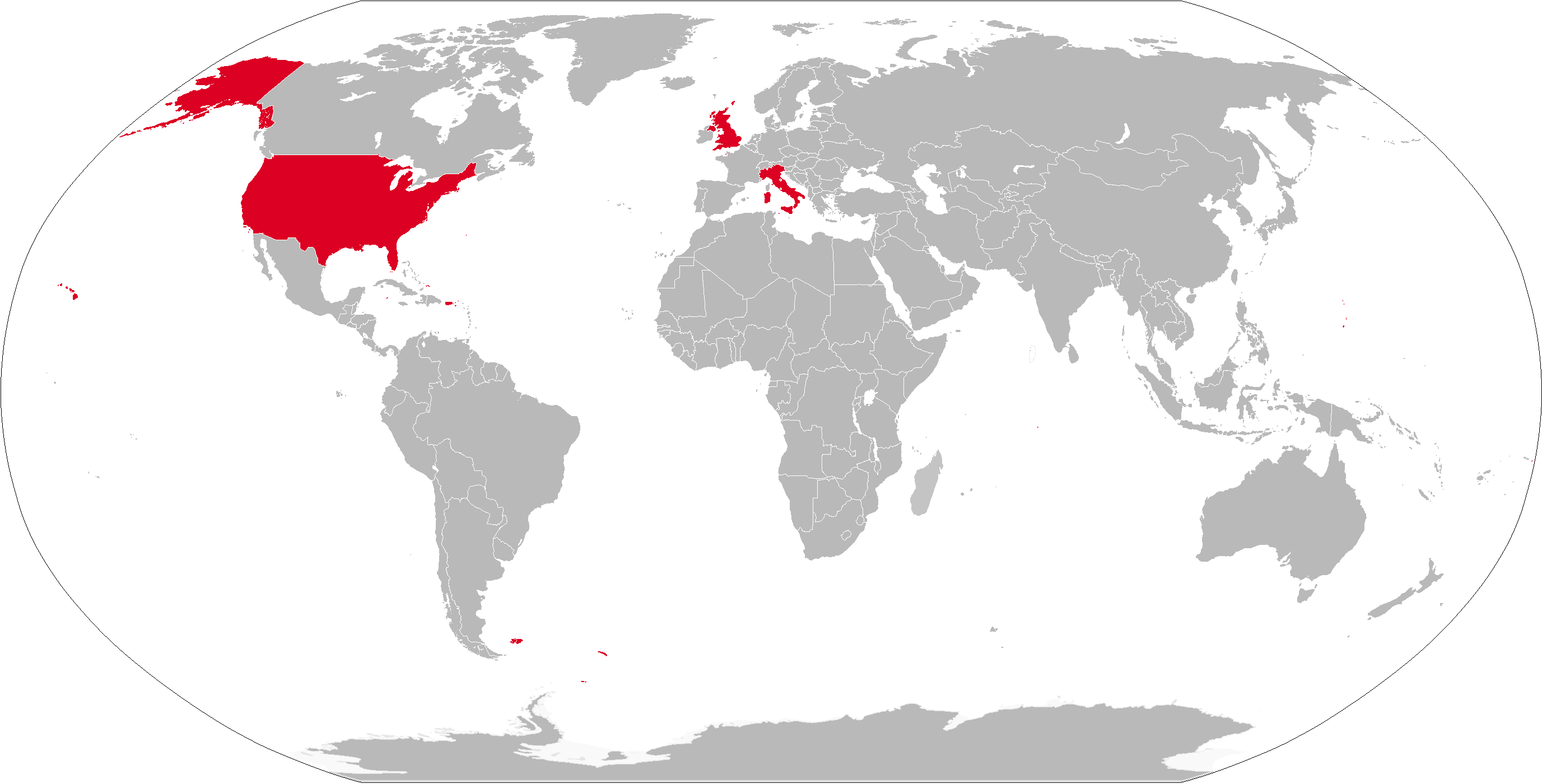
Map with former UGM-27 operators in red

- Hải quân Ý (chỉ thử nghiệm, không đưa vào trang bị)